# جو هيون يونغ (ممثلة كورية)
جو هيون يونغ هي ممثلة كورية جنوبية مشهورة بأدوارها في مسلسلات الويب وظهورها في SNL Korea (2021) ومؤخراً من خلال شخصيتها “دونغ جيو را مي” في الدراما المحامية الاستثنائية وو (2022).

## مسار مهني والوظيفي
ظهرت جو هيون يونغ لأول مرة في عام 2019 بفيلم قصير مدته 15 دقيقة بعنوان “Did I Miss You” من إخراج Lee Kung-Won. حصل تمثيلها على استجابة إيجابية من الجمهور حتى كونها ممثلة مبتدئة. هي تحت إدارة وكالة AIMC.
بعض الأعمال التي شاركت فيها هيون يونغ ولعبت دورًا فيها (في الدراما والبرامج التلفزيونية) خلال مسيرتها المهنية مذكورة أدناه:
- 2 0’Clock Date (فيلم)
- المحامية الإستثنائية وو ( 2022 )
- اتصل بوكيل أعمالي - سو هيون جو (2022)
- دكتور رومانسي 3 (ظهور خاص)[3]
- قصة عقد زواج بارك- سا-ول (2023)[4]
- أفضل خطأ – أهن يو نا (2019-21) (2019-21)

كانت هيون أيضًا ممثلة في برنامج تلفزيوني متنوع مباشر في وقت متأخر من الليل ، SNL Korea Reboot ، وهو مقتبس من برنامج تلفزيوني أمريكي ، وحصلت على الكثير من الدعم وأصبحت موضوعًا شائعًا في ذلك الوقت.

## جوائز و ترشيحات
تمكنت جو هيون يونغ من الحصول على جوائز عن أعمالها في فئات مختلفة.
- جوائز Baeksang Arts (2022) – أفضل فنانة منوعة
- جوائز Blue Dragon Series (2022) – أفضل فنانة ترفيهية جديدة

## روابط خارجية
- جو هيون يونغ في هانسينما
- جو هيون يونغ على موقع IMDb (الإنجليزية)
- جو هيون يونغ على موقع قاعدة بيانات الفيلم (الإنجليزية)
- جو هيون يونغ على AsiaCue